# Donato da Cascia
Donato da Cascia (tudi da Firenze ali da Florentia), italijanski skladatelj, * 14. stoletje.
Donatovo ustvarjalno obdobje je dokumentirano med letoma 1350 in 1370. Spada med skladatelje trecenta. Vsa njegova ohranjena dela so posvetne narave, edini vir pa je Squarcialupi Codex. Verjetno je bil tudi duhovnik, slika v okviru zapisa njegovih skladb v kodeksu Squarcialupi pa ga predstavlja v oblačilih benediktinskega reda.
O njegovem življenju si lahko pomagamo le z vizualbnimi podatki, ki jih razberemo s slike, znano je njegovo ime in geografska razvrstitev njegovih ohranjenih skladb. Verjetno je bil rojen Cascii pri Firencah, vse njegove skladbe (z izjemo enega virelaja) pa so bile najdene v toskanskih virih.
Ohranilo se je 17 Donatovih skladb: 14 madrigalov, ena caccia, en virelai in ena ballata. Z izjemo ene skladbe so vsa njegova dela dvoglasna, kar je sicer kompozicijska značilnost sredine 14. stoletja, vendar pa so nenavadno virtuozna. Predstavljajo vrh virtuoznega petja v italijanskem madrigalu in s tem v italijanski ars novi nasploh. Po ugotovitvah muzikologov je na njegovo delo vplival Jacopo da Bologna.